# Сосновка (Пинежский район)
Сосновка — посёлок в Пинежском районе Архангельской области. Административный центр муниципального образования «Сосновское».
Ближайшие населённые пункты: Мамониха, Сульца, Нюхча, Шуйга.

## История
В 2006 году образовано муниципальное образование «Сосновское», административным центром сельского поселения стала Сосновка.

## Население
| 2002 | 2010 | 2012  |
| ---- | ---- | ----- |
| 1051 | ↘861 | ↗1091 |